# Stil (æstetik)
 For alternative betydninger, se Stil. (Se også artikler, som begynder med Stil)
Stil er en betegnelse, der oprindelig betegnede en norm, som man skulle følge. 

I det nittende århundrede, hvor kunsthistorien opstod, begyndte man at opfatte stil, ikke som en fælles norm, men som forskellige udtryk for nation, tidsalder og for den enkelte kunstners egenart. 

Historien blev opdelt i stilperioder, så man lettere kunne orientere sig. Stil blev desuden forstået som nøglen til de historiske perioder og til fremmede kulturer på linje med for eksempel sprog. I løbet af modernismen blev stilbegrebet knyttet til avantgardens kollektivstiske forsøg, og det gjaldt således om at skabe en samlet stil for tidsalderen. Det er især kunstnergruppen "De Stijl" og kunstskolen "Bauhaus", der repræsenterede denne tendens.